# إيرني آدامز (مدرب رياضي)
إيرني آدامز (بالإنجليزية: Ernie Adams)‏ هو مدرب رياضي أمريكي، ولد في 31 مارس 1953 في والثام في الولايات المتحدة.